# 薩拉什卡
50°0′32″N 25°11′32″E / 50.00889°N 25.19222°E
薩拉什卡（烏克蘭語：Салашка），是烏克蘭西部的村莊，隸屬利維夫州的佐洛奇夫區。該村面積1.73平方公里，海拔高度272米，2001年人口295，人口密度每平方公里170.92人。